# Mrs. Dane's Defense
Pour plus de détails, voir Fiche technique et Distribution.
Mrs. Dane's Defense est un film américain réalisé par Hugh Ford et sorti en 1918.

## Fiche technique
- Réalisation : Hugh Ford
- Scénario : Margaret Turnbull d'après une pièce de Henry Arthur Jones
- Photographie : Ned Van Buren
- Production : Famous Players Film Company
- Distribution : Paramount Pictures
- Durée : 5 bobines[1]
- Dates de sortie: 7 janvier 1918 ( États-Unis)

## Distribution
- Pauline Frederick : Felicia Hindemarsh
- Frank Losee : Sir Danile Carteret
- Leslie Austin : Lionel Carteret
- Maude Turner Gordon : Lady Eastney
- Ormi Hawley : Janet
- John L. Shine : Mr. Bulsom-Porter
- Ida Darling : Mrs. Bulsom-porter
- Cyril Chadwick : James Risbee
- Amelia Summerville : The Duchess of Grantby
- Howard Hall : Mr. Trent
- Grace Reals : Mrs. Trent
- Mary Navarro : Mrs. Dane of Canada